# Platyproctus maculipes
Platyproctus maculipes är en insektsart som beskrevs av Bergevin 1932. Platyproctus maculipes ingår i släktet Platyproctus och familjen dvärgstritar. Inga underarter finns listade i Catalogue of Life.